# Matías Zaldivia
Matías Ezequiel Zaldivia (ur. 22 stycznia 1991 w San Isidro) – argentyński piłkarz występujący na pozycji środkowego obrońcy, obecnie zawodnik Colo-Colo.